# Bruchophagus gibbus
Bruchophagus gibbus är en stekelart som först beskrevs av Karl Henrik Boheman 1836.  Bruchophagus gibbus ingår i släktet Bruchophagus och familjen kragglanssteklar. Arten är reproducerande i Sverige. Inga underarter finns listade.